# Michel Flamme
Michel Flamme es un chef francés. Trabajó en el restaurante "Byerly Turk Restaurant", el restorán del Michelin que protagonizó Kildare Hotel y Golf Club (K Club) en Straffan, Condado Kildare, cuando  ganó sus estrellas entre 1993 y 1994. Fue el chef ejecutivo del K Club hasta el año 2000.
Su primer trabajo irlandés fue en un restaurante llamado Mirabeau en 1984. Tiempo después comenzó a trabajar en el K Club.
En 2006, Flamme se fue al Núm, un restaurante de perfil alto décimo en Dublín. A pesar de su cocina, este proyecto terminó en bancarrota. 2 años después (2008),  trabajó en Solis Lough Eske en Donegal.

## Premios
- Estrella Michelin1993-1994[2]